# Жиляевское сельское поселение
Жиляевское се́льское поселе́ние — упразднённое муниципальное образование в Орловском районе Орловской области Российской Федерации.
Административный центр — деревня Полозовские Дворы.

## История
Статус и границы сельского поселения установлены Законом Орловского области от 28 декабря 2004 года № 466-ОЗ «О статусе, границах и административных центрах муниципальных образований на территории Орловского района Орловской области».
Законом Орловской области от 04.05.2021 № 2596-ОЗ к 15 мая 2021 года упразднено в связи с преобразованием муниципального района в муниципальный округ.

## Население
| 2010 | 2012  | 2013  | 2014  | 2015  | 2016  | 2017  |
| ---- | ----- | ----- | ----- | ----- | ----- | ----- |
| 1080 | →1080 | ↘1065 | ↗1079 | ↘1066 | ↘1043 | ↘1031 |
| 2018 | 2019  | 2020  | 2021  |       |       |       |
| ↘986 | ↘965  | ↗971  | ↘743  |       |       |       |

## Состав сельского поселения
| №  | Населённый пункт   | Тип населённого пункта          | Население |
| -- | ------------------ | ------------------------------- | --------- |
| 1  | Александровский    | посёлок                         | 38        |
| 2  | Арсеньева          | деревня                         | 6         |
| 3  | Большевик          | посёлок                         | 10        |
| 4  | Большие Озерки     | посёлок                         | 4         |
| 5  | Гавриловская       | деревня                         | 18        |
| 6  | Глазово            | деревня                         | 16        |
| 7  | Дубовая Роща       | деревня                         | ↗515      |
| 8  | Жиляева            | деревня                         | 24        |
| 9  | Ивановский         | посёлок                         | 4         |
| 10 | Каменка            | село                            | 21        |
| 11 | Красная Горка      | посёлок                         | 5         |
| 12 | Крутовский         | посёлок                         | 11        |
| 13 | Михайловский       | посёлок                         | 25        |
| 14 | Полозова           | деревня                         | 4         |
| 15 | Полозовские Дворы  | деревня, административный центр | ↘347      |
| 16 | Распоповские Дворы | деревня                         | 25        |
| 17 | Фандеева           | деревня                         | 7         |